# Слой Голицына
Слой Голицына — переходная зона между верхней мантией и нижней мантией, находящаяся в интервале глубин 410—670 км.

## История
Слой в мантии Земли получил своё название в честь академика Б. Б. Голицина, фактически положившего начало сейсмическому изучению внутреннего строения Земли.

## Описание
Верхняя граница этой зоны устанавливается по интенсивному росту скоростей сейсмических волн. Предполагается, что увеличение скоростей сейсмических волн на глубине 410 км преимущественно связано со структурной перестройкой оливина в вадслеит, сопровождающейся образованием более плотной фазы с большими значениями коэффициентов упругости, а на рубеже «520 км» — с последующей трансформацией вадслеита в шпинелеподобный рингвудит. К важным минеральным фазам переходной зоны следует относить мэйджоритовый гранат, стишовит, корунд, а также упомянутые выше рингвудит и вадслеит. Однако именно фазы со структурными типами граната и шпинели, вероятно, преобладают в этой части мантии.
Существенная часть субдукционных слэбов, вероятно в более чем половине случаев, выполаживается в переходной зоне мантии. Такие субдукционные плиты получили название стагнирующих слэбов (прекративших движение). Именно стагнация слэбов является принципиально важным явлением для насыщения переходной зоны мантии водой, СO2, играющими важнейшую роль в мантийном магматизме и метасоматозе, и её обогащения несовместимыми элементами особенно под континентами.
Сейсмологом К. Булленом внутренняя часть Земли была разделена на ряд оболочек с присвоением им буквенных обозначений. Переходная зона получила название «слой С».